# Masaaki Higashiguchi

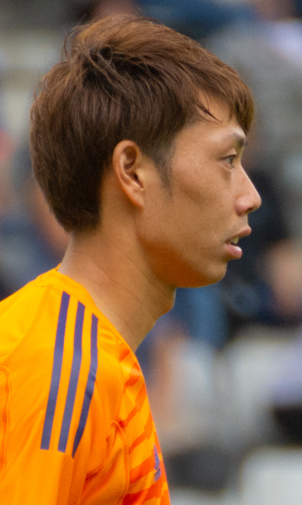

Masaaki Higashiguchi, född 12 maj 1986, är en japansk fotbollsspelare som spelar för klubben Gamba Osaka i Japans högsta liga J. League.